# Canal vertebral
La cavitat espinal (o cavitat vertebral o canal espinal o canal vertebral o canal medul·lar o conducte raquidi) és la cavitat que conté la medul·la espinal dins de la columna vertebral (formada per les vèrtebres per on passa la medul·la espinal). Aquesta cavitat forma part de la cavitat dorsal del cos. Aquest canal està tancat dins dels forats vertebrals de les vèrtebres. Separat dels espais intervertebrals, el canal està protegit pel lligament groc posteriorment i el lligament longitudinal posterior anteriorment.
La capa més externa de les meninges, la duramàter, està estretament associada amb l'aracnoide que al seu torn està poc connectada a la capa més interna, la piamàter. Les meninges divideixen el canal espinal en l'espai epidural i l'espai subaracnoidal. La piamàter està estretament unida a la medul·la espinal. Un espai subdural generalment només és present a causa de traumes i/o situacions patològiques. L'espai subaracnoidal s'omple de líquid cefalorraquidi i conté els vasos que irriguen la medul·la espinal, és a dir, l'artèria espinal anterior i les artèries espinals posteriors aparellades, acompanyades de les venes espinals corresponents. Les artèries espinals anterior i posterior formen anastomoses conegudes com la vasocorona de la medul·la espinal i aquestes subministren nutrients al canal. L'espai epidural conté teixit adipós solt i una xarxa de grans vasos sanguinis de parets primes anomenats plexes venosos vertebrals interns.
L'estenosi espinal és un estrenyiment del canal que es pot produir a qualsevol regió de la columna vertebral i que pot ser causada per diversos factors.
Jean Fernel va descriure el canal espinal per primera vegada.